# Disturbios de 1991 en Zadar
Los disturbios de 1991 en Zadar fueron un acto de violencia que tuvo lugar en la ciudad croata de Zadar el 2 de mayo de 1991. Tras un incidente en el interior de Zadar en el que un policía croata fue asesinado, según se informó por milicianos de la SAO Krajina, los civiles croatas destrozaron, destruyeron y saquearon propiedades pertenecientes a empresas de etnia serbia y yugoslava en la ciudad.

## Antecedentes
Las tensiones entre croatas y serbios aumentaron constantemente en 1990 y 1991 tras la victoria electoral del partido separatista Unión Democrática Croata, dirigido por Franjo Tuđman. Muchos serbios se oponían a la perspectiva de destruir la unidad de Yugoslavia. En el verano de 1990, tomaron las armas en las regiones del interior de Dalmacia, en su mayoría pobladas por serbios, y llamaron a la región escindida "SAO Krajina", poniendo barricadas en las carreteras y bloqueando totalmente a Dalmacia desde la costa. La insurrección se extendió a la región oriental de Eslavonia a principios de 1991, cuando grupos paramilitares de la propia Serbia tomaron posiciones en la región y comenzaron a expulsar de la zona a los no serbios, supuestamente asociados con el Partido Radical Serbio.
El 2 de mayo de 1991, los paramilitares mataron a doce policías croatas en Borovo Selo y, según se informó, mutilaron algunos o todos los cuerpos. Este fue, en ese momento, el incidente más sangriento del conflicto croata, y causó una gran conmoción e indignación en Croacia. Los asesinatos produjeron un aumento inmediato de las tensiones étnicas..

## Disturbios
El 2 de mayo, un policía croata de 23 años, Franko Lisica, fue asesinado cerca de Polača en el norte de Dalmacia. La policía atribuyó su muerte a disparos de armas de fuego a corta distancia del enemigo, presuntamente por milicianos serbios de Krajina.
Más tarde ese mismo día, el 2 de mayo de 1991, un grupo de personas entró en Zadar desde su suburbio sudoriental de Gaženica, iniciando un motín cuyo objetivo aparente era destruir y saquear propiedades pertenecientes a personas de etnia serbia o a empresas yugoslavas como la JAT.
Los disturbios comenzaron por la tarde y duraron horas, mientras que las propiedades dañadas seguían siendo saqueadas por individuos al día siguiente. Đuro Kresović, en ese momento el jefe del departamento criminal del Tribunal Municipal de Zadar, fue testigo de los efectos del motín del 3 de mayo y evaluó el número de propiedades demolidas en más de 130, si bien una compañía de seguros hizo una lista de 136 propiedades destruidas.
Como había tantas ventanas rotas en las calles del centro de la ciudad, al día siguiente el Narodni list, un periódico de Zadar, publicó el titular Zadarska noć kristala (traducido aproximadamente como "La noche de los cristales [rotos] de Zadar", y el incidente fue denominado más tarde por algunas fuentes como la kristalna noć (o Kristallnacht) de Zadar. La respuesta de la policía croata fue inadecuada, mientras que la compañía de seguros Croatia osiguranje acordó compensar a los propietarios de negocios serbios por los daños causados por los disturbios. Đuro Kresović afirmó que la comisaría de policía de Zadar y muchos de sus agentes uniformados habían participado activamente en el período previo al motín y en el motín mismo. Kresović fue degradado y luego dado de baja de su cargo en el Tribunal Municipal.
Inmediatamente después, se produjeron disturbios anti-croatas en la Krajina.

## Consecuencias
Una protesta separada en el cuartel general de la marina en Split, la protesta de 1991 en Split, tuvo lugar el 6 de mayo, y en ella un soldado del ejército yugoslavo resultó muerto y otro herido por los manifestantes.
En julio, la JNA y las fuerzas serbias lanzaron un ataque a la Dalmacia de población croata, iniciando la batalla de Zadar, en la que hubo 34 bajas. En 1995, el gobierno del estado de Serbia y Montenegro hizo un informe que afirmaba que el número de propiedades destruidas había sido de al menos 168, y acusó a los funcionarios locales del HDZ de haber instigado la violencia. Afirmaba que el motín fue "organizado por varios activistas del HDZ y los más altos funcionarios de Zadar, con la presencia en del alto funcionario del HDZ Vladimir Zeks, vicepresidente del Parlamento croata. La Fiscalía del Estado en Split tenía un caso abierto en relación con el motín, pero se cerró sin que se presentaran cargos en 2002.
Marko Atlagić, un ministro de la RSK, se refirió al motín en un contexto similar durante el juicio de Slobodan Milošević.